# Super (touche)
Pour les articles homonymes, voir super.
Ne doit pas être confondu avec Méta (touche), Touche de commande ou Windows (touche).
 (août 2016).
Si vous disposez d'ouvrages ou d'articles de référence ou si vous connaissez des sites web de qualité traitant du thème abordé ici, merci de compléter l'article en donnant les références utiles à sa vérifiabilité et en les liant à la section « Notes et références ».

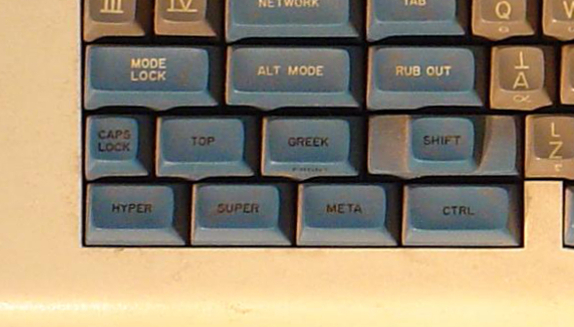
La touche super d'un clavier space-cadet

Super ou supermodificateur (super modifier en anglais) fait référence à plusieurs touches différentes à travers l’histoire du clavier informatique. À l’origine, le supermodificateur est une touche de combinaison présente sur le clavier space-cadet (en).
Récemment, le supermodificateur est incorrectement devenu un nom alternatif pour la touche de logo depuis l’utilisation d’un clavier Microsoft avec des systèmes d’exploitation ou des logiciels qui proviennent des projets Linux ou BSD.

## Étiquetage et notation
Au début, cette touche était gravée en majuscule comme la plupart des touches de l’époque. On retrouve donc la notation SUPER lorsqu’un texte a besoin de mentionner le principe de fonctionnement de cette touche à son origine. On trouve aussi la notation plus actuelle Super pour désigner cette touche comme raccourci clavier dans des systèmes d’exploitation récents. Cette touche n’a jamais été symbolisée par autre chose que le terme « super » pour « supermodificateur » contrairement au diamant du métamodificateur des claviers Sun.
Au sein du logiciel Emacs, elle est notée « s ».

## Du clavierKnightau clavierSpace-cadet
Tom Knight a créé à la fois le clavier Knight et le clavier Space-cadet. L’amélioration du clavier Knight en clavier Space-cadet était dû à la présence de deux autres touches modificatrices pour les bits de Bucky que sont les touches « Super » et « Hyper ». Le supermodificateur modifie le troisième bit de Bucky (représentant le chiffre 4). L’éditeur de texte Emacs hérite de l’utilisation du supermodificateur d’un clavier Space-cadet. La plupart des systèmes modernes doivent émuler le supermodificateur en utilisant l’une des touches de modification prises en charge par le clavier installé.

## Linux et BSD
Sur un clavier Space-cadet certains logiciels qui tournaient sur des systèmes Linux et BSD utilisaient les touches modificatrices « Méta », « Super » et « Hyper ».
Dans un premier temps, sur le matériel compatible PC, il était tout simplement impossible d’utiliser ces fonctions, car elles n’avaient pas de touches qui leur étaient dédiées. Le seul logiciel qui utilisait couramment ces touches modificatrices était Emacs.
Avec l’apparition des claviers équipés de la touche de logo Windows il y eut une nouvelle touche disponible sur les claviers standard qui pourrait être utilisée à la place de ces touches. Contrairement à la touche « Méta » qui fut la première à être émulée par la touche « Alt. » et d’échappement sous Emacs, le supermodificateur sera émulé avec la touche de logo  Windows.
Pour éviter d’utiliser la marque Microsoft, la documentation Linux fait beaucoup référence à la touche « Super », créant ainsi une confusion auprès des utilisateurs qui considèrent encore la touche de logo Windows comme étant la touche « Super ». Il est donc conseillé de parler de la touche de logo ou de la touche du système plutôt que de la touche « Super » (supermodificateur) pour désigner cette touche « Windows ».Interprétation abusive ?
La plupart des environnements de bureau Linux utilisent la touche « Super » d’une façon similaire à l’utilisation par Windows de la touche de logo, pour la gestion de la fenêtre et le lancement des applications, plutôt que les commandes utilisées par les applications elles-mêmes. Souvent, elle modifie les clics de souris pour déplacer ou redimensionner les fenêtres sans nécessiter de clic sur le bord de la fenêtre.
Dans GNOME version 3 on utilise la touche « Super » pour afficher la fenêtre des activités afin de libérer un processus.
Dans Openbox et KDE la touche « Super » est une touche réservée comme touche modificatrice, mais elle n’est pas utilisée comme touche de raccourcis par défaut.
Sous Unity la touche « Super » est utilisée pour contrôler le lanceur et gérer les fenêtres.

## Macintosh et OS X
L’émulation X11 sur un Macintosh utilise la touche de commande pour simuler la touche « Super ». Depuis OS X, la touche de logo remplace la touche de commande si vous branchez un clavier compatible PC, cela signifie que la mise en page sur ces claviers est la même entre OS X et Linux.